# Cinelândia
A Cinelândia é o nome popular da região do entorno da Praça Floriano, no centro da cidade do Rio de Janeiro, no Brasil, englobando a área desde a Avenida Rio Branco até a Rua Senador Dantas, e da Rua Evaristo da Veiga até a Praça Mahatma Gandhi, onde outrora ficava o Palácio Monroe.

## História

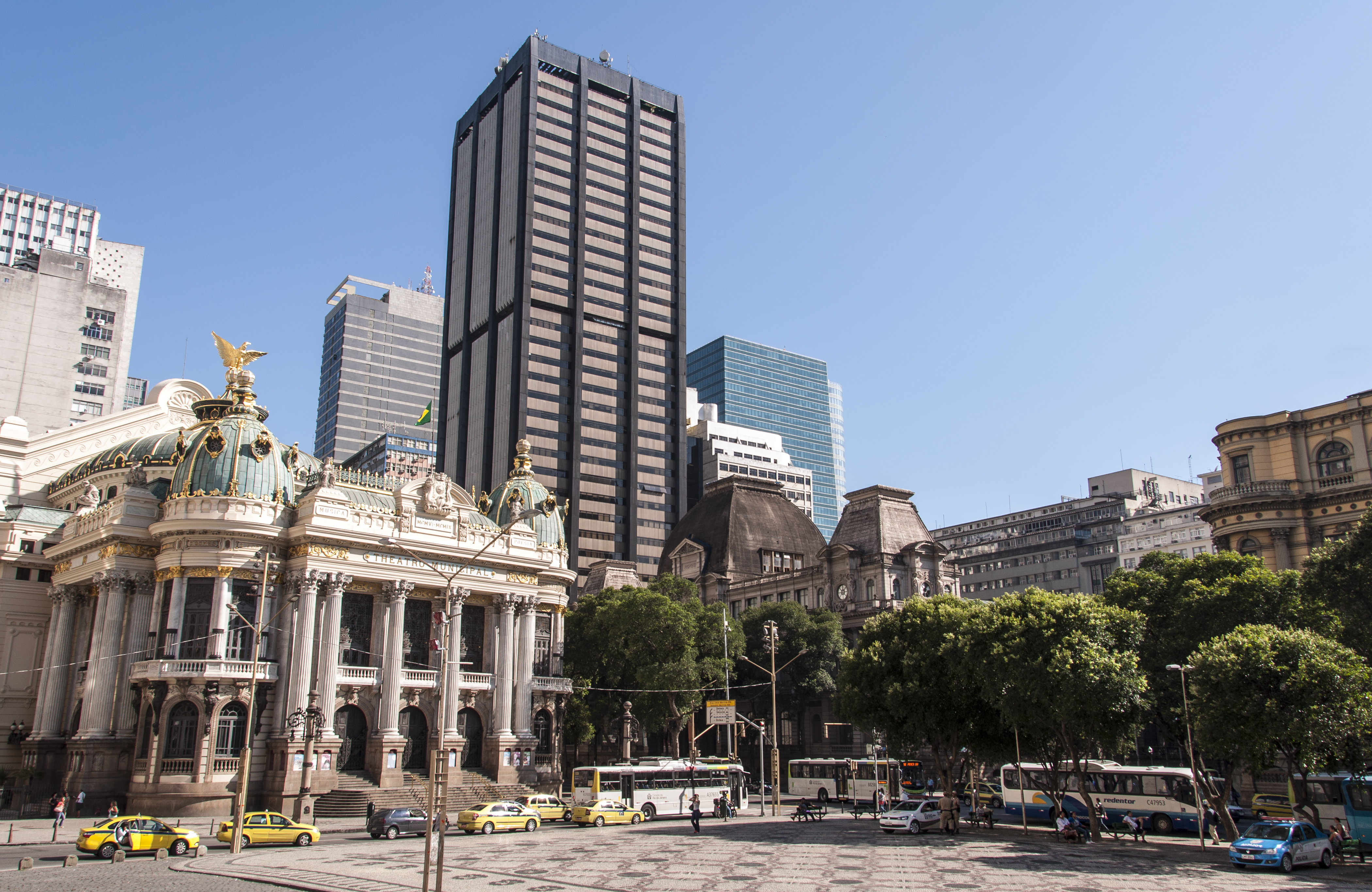
Cinelândia e Theatro Municipal do Rio de Janeiro.

A Praça Floriano localiza-se num largo aberto durante as obras de construção da Avenida Central (atual Avenida Rio Branco). Ocupa parte do terreno do antigo Convento da Ajuda, construído no século XVIII e demolido na primeira década do século XX.
A ideia de transformar a nova praça, cercada pelos prédios da Biblioteca Nacional, da Câmara Municipal (Palácio Pedro Ernesto), do antigo Supremo Tribunal Federal, do Palácio Monroe e do Theatro Municipal numa versão brasileira da Times Square veio do empresário Francisco Serrador, um espanhol radicado no Brasil e proprietário de cassinos (atualmente proibidos no Brasil), cinemas, teatros e hotéis.
O nome Cinelândia popularizou-se a partir dos anos 1930. Dezenas de teatros, boates, bares e restaurantes instalaram-se na região, tornando-a referência em matéria de diversão popular.
A Cinelândia foi também palco de algumas das manifestações políticas mais importantes da história do Brasil. É até hoje o local favorito para exibições de ativistas políticos nacionalistas ou de esquerda.
Com a popularização dos shopping-centers, as salas de exibição foram deixando pouco a pouco a Praça Floriano. Atualmente funciona no local apenas o Cinema Odeon. Na Rua Álvaro Alvim, funciona apenas o cinema pornográfico Rex ao lado do Teatro Rival.

## Arquitetura

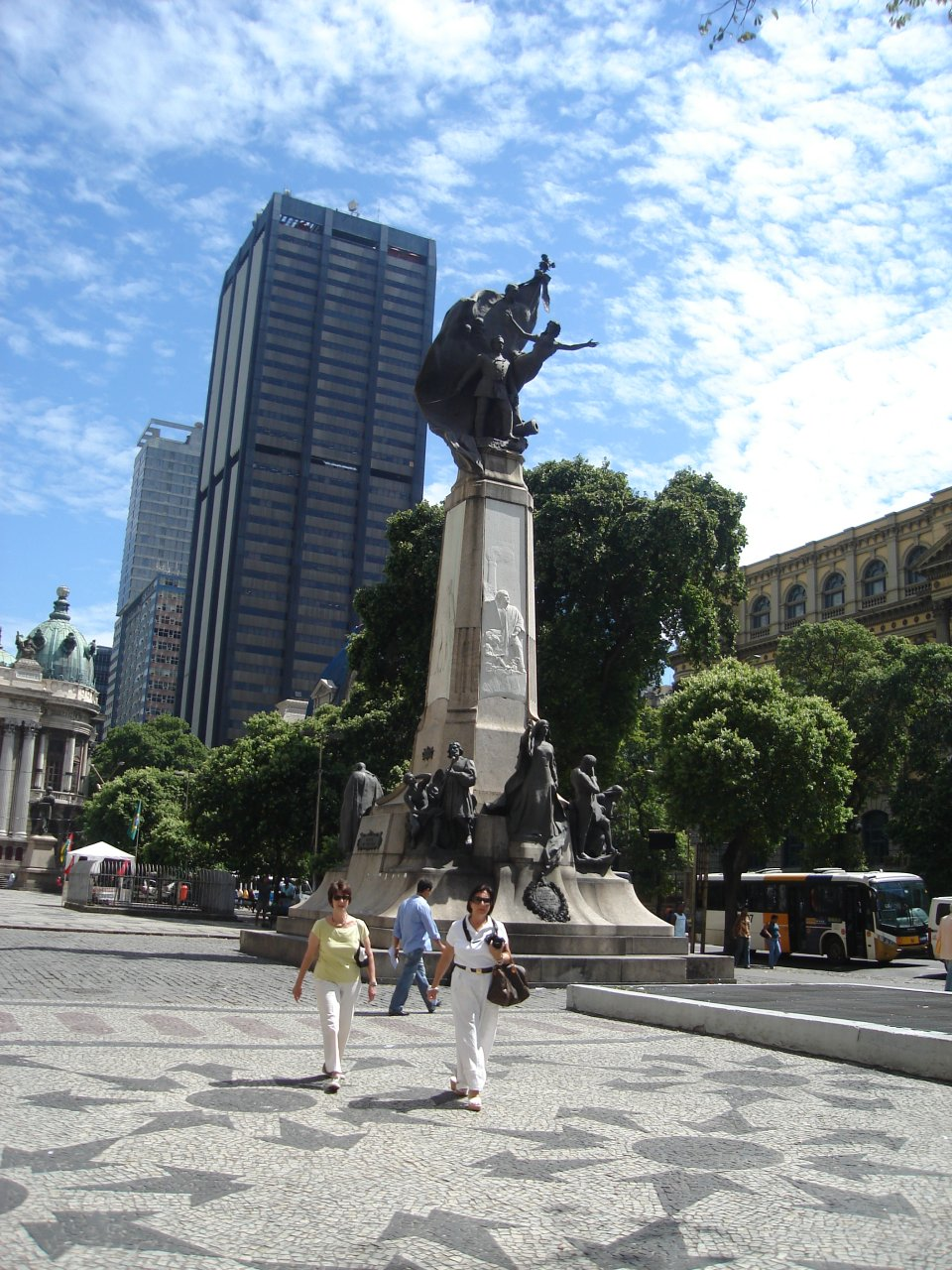
Monumento a Floriano Peixoto, no centro da praça.

O entorno da Praça Floriano é marcado por imponentes construções nos estilos eclético, neoclássico, art nouveau e art déco. Em estilo eclético, destacam-se os prédios do Theatro Municipal, do Museu Nacional de Belas Artes, do antigo Supremo Tribunal Federal (atualmente Centro Cultural Justiça Federal) e da Câmara de Vereadores. Um exemplo de construção em estilo neoclássico é a Biblioteca Nacional do Brasil. Destacam-se também o edifício Wolfgang Amadeus Mozart, conhecido popularmente como Amarelinho, e o Odeon. O Edifício Francisco Serrador, construído em 1944, destaca-se pela sua forma circular.
Ao centro, encontra-se o monumento erigido em homenagem ao Marechal Floriano, inaugurado em 1910.
O projeto paisagístico original da praça foi profundamente alterado no final dos anos 1970, quando as obras de construção da estação Cinelândia do metrô obrigaram a instalação de grandes saídas de ar. Ao término dessas obras, foi demolido o Palácio Monroe, antiga sede do Senado Federal, cuja destruição foi motivada por campanha lançada pelo jornal O Globo, em 1974, alegando atrapalhar o trânsito, além de atrapalhar as obras do metrô. Isso privou a Praça Floriano de um de seus mais belos edifícios. No terreno do palácio, encontra-se hoje um chafariz monumental, conhecido atualmente como "Chafariz do Monroe", na Praça Mahatma Gandhi.

## Descrição
A Praça Floriano tem uma forma de ligeiro trapézio. É delimitada pela Avenida Rio Branco e pelas ruas Araújo Porto Alegre, 13 de Maio e Evaristo da Veiga. Considera-se como "Cinelândia" também algumas ruas vicinais, como Rua Álvaro Alvim, Praça Mahatma Gandhi e Rua do Passeio.

## Pontos de referência
- Passeio Público
- Catedral Metropolitana
- Assembleia Legislativa